# 3443 Leetsungdao
3443 Leetsungdao este un asteroid descoperit pe 26 septembrie 1979.